# Wolfgang Suschitzky
Wolfgang Suschitzky (Vienna, 29 agosto 1912 – Londra, 7 ottobre 2016) è stato un fotografo e direttore della fotografia austriaco.

## Biografia
Suschitzky era un componente della BSC, conosciuto per la sua collaborazione con Paul Rotha negli anni 40, e il suo lavoro sul film di Mike Hodges, Get Carter.
Era fratello della fotografa e spia del KGB Edith Tudor-Hart e padre del direttore della fotografia Peter Suschitzky.

## Filmografia parziale
- World of Plenty (Paul Rotha, 1943)
- The World Is Rich (1947)
- No Resting Place (Paul Rotha, 1951)
- The Oracle (C.M. Pennington-Richards,1953)
- Cat and Mouse (Paul Rotha, 1958).
- The Bespoke Overcoat (1956)
- Snow (Geoffrey Jones, 1963)
- Sands of Beersheba (1966)
- Ulysses (Joseph Strick, 1967)
- Vengeance of She (Cliff Owen, 1968)
- Les Bicyclettes de Belsize (1968)
- The Small World of Sammy Lee (Ken Hughes 1963),
- Ring of Bright Water (Jack Couffer, 1969)
- Entertaining Mr. Sloane (Douglas Hickox, 1970)
- Get Carter (Mike Hodges, 1971)
- Living Free (Jack Couffer, 1972)
- Some Kind of Hero (1972)
- Theatre of Blood (1973)
- Moments (1974)
- Something to Hide (1976)
- Falling in Love Again (1980)
- Good and Bad at Games (TV series, 1983)
- The Young Visiters (1984)
- The Chain (Jack Gold, 1984)[1]